# 羅氏尖吻慈鯛
羅氏尖吻慈鯛，為輻鰭魚綱鱸形目隆頭魚亞目慈鯛科的其中一種，被IUCN列為易危保育類動物，分布於非洲Likoma島淡水流域，為特有種，體長可達6.3公分，棲息在底層水域，生活習性不明。

## 擴展閱讀
維基物種上的相關：羅氏尖吻慈鯛